# انتخاب (فیلم ۲۰۱۵)
«انتخاب» (ایتالیایی: La scelta) یک فیلم به کارگردانی میکله پلاچیدو است که در سال ۲۰۱۵ منتشر شد.